# Sixth Floor Museum
Il Sixth Floor Museum (in italiano museo del sesto piano) è un museo sulla vita del presidente degli Stati Uniti John Fitzgerald Kennedy, ubicato a Dallas in Elm Street, luogo del suo assassinio. 
L'edificio, adibito a deposito di libri scolastici, secondo il rapporto stilato dalla Commissione Warren, fu utilizzato come nascondiglio da Lee Harvey Oswald, il quale, appostato al sesto piano, esplose tre colpi verso l'auto presidenziale con a bordo Kennedy e la moglie Jacqueline. 
Il museo offre un percorso guidato che inizia dalla campagna elettorale del presidente Kennedy e ripercorre tutte le tappe della sua carriera politica, concludendosi con l'omicidio.